# Зет (Північна Фризія)
Зет (нім. Seeth) — громада в Німеччині, розташована в землі Шлезвіг-Гольштейн. Входить до складу району Північна Фризія. Складова частина об'єднання громад Нордзе-Трене.
Площа — 13,56 км2. Населення становить 779 ос. (станом на 31 грудня 2020).